# Wilhelm Elias von Ahles
Wilhelm Elias von Ahles (1829 - 1900) foi um botânico alemão.